# Christian Schrott
Christian Schrott (12. prosince 1853 Fraina – 18. října 1936 Lagundo) byl rakouský římskokatolický duchovní a politik z Tyrolska, na počátku 20. století poslanec Říšské rady.

## Biografie
Pocházel z rolnické rodiny. Vychodil gymnázium v Brixenu a teologická studia absolvoval v Trentu, kde byl roku 1876 vysvěcen na kněze. Potom byl studijním prefektem v chlapeckém konviktu Johanneum v Bolzanu. V roce 1879 krátce navštěvoval vyšší kněžský učitelský ústav ve Vídni, ale kvůli zdravotnímu stavu musel studia přerušit. Od roku 1880 působil jako kooperátor v obci Villanders, od roku 1886 v Klausenu a od roku 1888 v Schlandersu. Od roku 1891 byl městským farním kooperátorem v Bolzanu. V roce 1894 přešel do Tramin an der Weinstraße, kde až do roku 1914 vykonával funkci děkana. Zasloužil se o výstavbu nového kostela, vysvěceného roku 1911. Byl aktivní veřejně i politicky. Zasadil se o hospodářský rozvoj regionu. Podporoval vinařská družstva, zřízení záložny a konzumního spolku.
Byl členem Katolické konzervativní strany. Počátkem století se zapojil i do celostátní politiky. Ve volbách do Říšské rady roku 1901 byl zvolen za městskou kurii, obvod Brixen, Sterzing, Kaltern atd. K roku 1901 se profesně uvádí jako farář. V parlamentu se zaměřoval na otázky tyrolského venkova a podpory pěstitelů vína. Podílel se na přijetí vinařského zákona roku 1907 a jako člen vedení Vinařského spolku pro německé Tyrolsko, založeného roku 1908, vystupoval proti návrhům na zvýšení daně z vinopalen. Politicky byl ostrým konkurentem Křesťansko-sociální strany, jejíž tyrolský předák Josef Schraffl proti němu vedl opakované polemiky. Kritizovali ho i tyrolští liberální politici. Ve volbách do Říšské rady roku 1907 po zavedení všeobecného a rovného volebního práva Schrott neuspěl, stejně jako v zemských volbách v roce 1908.
Roku 1911 ho trentský arcibiskup Celestino Endrici jmenoval duchovním radou. V roce 1914 mu byl udělen Řád Františka Josefa. Do roku 1924 pracoval jako kaplan v Schlandersu a pak až do své smrti jako kaplan v dominikánském klášteru Maria Steinach v Algundu.